# Bagheera (Het jungleboek)
Bagheera is een personage uit Het jungleboek. Hij is een panter, een van de meest gevreesde dieren van de jungle en een van Mowgli's beste vrienden.
Bagheera is in gevangenschap geboren in het koninklijk paleis te Oodeypoer. Hij is daar gevlucht, maar heeft nog altijd een litteken van zijn halsband. Alleen Mowgli weet dit.
Als Mowgli door de Bandar-log (een troep apen) ontvoerd wordt, moeten Bagheera, Baloe de beer en Kaa de slang hem terug halen nadat Chil Mowgli's boodschap bezorgde.
Bagheera speelt ook nog in een paar andere verhalen van het Het jungleboek.

## Scouts
Bagheera is ook een veel gebruikte naam voor welpenleiders. Hij staat dan voor kracht en vriendschap.

## Disneyfilm
In de Disneyfilm van Het jungleboek moet Bagheera Mowgli terug naar het mensendorp brengen.